# 7680 Cari
7680 Cari este un asteroid din centura principală de asteroizi.

## Descriere
7680 Cari este un asteroid din centura principală de asteroizi. A fost descoperit pe 16 aprilie 1996 la observatorul astronomic Santa Lucia din Stroncone. Asteroidul prezintă o orbită caracterizată de o semiaxă mare de 2,70 ua, o excentricitate de 0,21 și o înclinație de 8,7° în raport cu ecliptica.